# Scanno
Scanno är en kommun tillhörande provinsen L'Aquila i den mellanitalienska regionen Abruzzo. Kommunen hade 1 767 invånare (2018). Orten ligger 1050 m över havet i nationalparken Parco Nazionale di Majella i närheten av sjön Lago di Scanno.
Scanno var länge ett centrum för ullproduktion och försåg bland annat munkar inom franciskanerorden med material till deras dräkter. Staden blev senare känd som en plats där gamla tiders traditioner levt kvar in i den moderna tiden, bland annat i form av den klädedräkt en del äldre kvinnor än idag bär på orten.